# 전진 (그린란드)
전진(그린란드어: Siumut, 덴마크어: Frem)은 그린란드의 사회민주주의 정당이다. 1971년에 조직된 정치 운동이 전신이며 1977년에 창당했다. 1979년에 그린란드에서 최초로 실시된 총선거에서 득표율 46.1%를 기록하여 그린란드 의회 31석 가운데 13석을 차지하여 제1당에 오른 이래 그린란드 의회의 원내정당 지위를 차지하고 있다.
1979년부터 덴마크에서 실시된 총선거에서 의석을 획득하고 있으며 덴마크 의회에서는 사회민주당 계열에서 활동한다. 또한 전 세계 사회주의 정당들의 연합체인 사회주의 인터내셔널에서는 옵서버로 참여한다.